# 北魏灭刘卫辰之战
北魏灭刘卫辰之战，390年（北魏登国五年）至391年，北魏国王拓跋珪击灭匈奴刘卫辰部的作战。
386年，拓跋珪聚集旧部，在牛川（今内蒙古呼和浩特西南）称为魏王，史称北魏。390年七月，刘卫辰派儿子直力鞮率军攻贺兰部，贺讷困急，请降于魏。拓跋珪率军救援，直力鞮引兵退走，拓跋珪迁移贺部于东境。次年十月，直力鞮再率军八、九万人，攻魏南部。十一月，拓跋珪率军五六干设伏于铁岐山（今内蒙古阴山之北）南，大破敌军，直力鞮弃军单骑逃跑。魏军追击，自五原郡金津（今内蒙古包头市西）渡黄河，插入刘卫辰属地，直逼代来城（今内蒙古东胜县西）。匈奴部众大乱，刘卫辰、直力鞮父子弃城逃走。拓跋珪大将伊谓率轻骑穷追不舍，至木根山（今内蒙古五原西），俘直力鞮、刘卫辰被部下所杀，刘卫辰小儿子刘勃勃逃走。魏军于盐池（今陕西定边北）诛杀刘卫辰宗党五千余人，全部投尸于黄河。于是，河套以南胡族诸部皆降，魏军缴获战马三十余万匹，牛羊四百余万头，实力大增。